# Monumento a Ernest Rutherford
El monumento a Ernest Rutherford es una estatua del científico neozelandés Ernest Rutherford, que ganó el Premio Nobel de Química en 1908. Representa a Rutherford cuando era niño y se encuentra cerca de su lugar de nacimiento en Brightwater, Nueva Zelanda. El escultor fue Paul Walshe de Monaco. El monumento costó 400 000 dólares y se inauguró en 1991.

## Historia
La idea de tener un monumento a Rutherford se planteó en una reunión celebrada en octubre de 1981. Inicialmente, el plan era crear una estatua del átomo, pero fue descartada porque se pensó que podría convertirse en el lugar de una protesta antinuclear. El plan para el diseño actual del monumento fue aprobado a finales de 1988.
El Consejo del Distrito de Waimea asignó 12 000 dólares para paisajismo y construcción de muros para el monumento. Hubo un retraso porque parte del terreno utilizado para el monumento no era propiedad del ayuntamiento. El propietario no transfirió el terreno a propiedad pública a tiempo debido a una disputa.
Escribiendo en The Nelson Mail el 23 de febrero de 1988, John Campbell del departamento de física de la Universidad de Canterbury describió el monumento como una «desgracia nacional», diciendo que Rutherford vive a través de su trabajo en ciencia.
El monumento fue inaugurado el 6 de diciembre de 1991 por la Gobernadora General, Dame Catherine Tizard, después de un costo total de 400 000 dólares. Entre los invitados a la inauguración se encontraban los nietos de Rutherford.
Entre la una y las dos de la madrugada del viernes 5 de agosto de 2022, la estatua fue robada. Las imágenes de CCTV mostraron a un hombre que había atado una cuerda alrededor de la estatua y la balanceaba hacia adelante y hacia atrás hasta que se rompió aproximadamente media hora después. Se la llevaron en bicicleta, y la policía la devolvió el domingo por la tarde después de haberla encontrado en un ático.

## Otras estatuas de Rutherford
Hay una estatua que representa a Rutherford dividiendo el átomo en el Jardín de Estatuas de Qingpu en Shanghái, China.